# NGC 2775
NGC 2775 (nota anche come C 48) è una grande galassia a spirale visibile nella costellazione del Cancro, non lontano dal confine con l'Idra.

## Osservazione

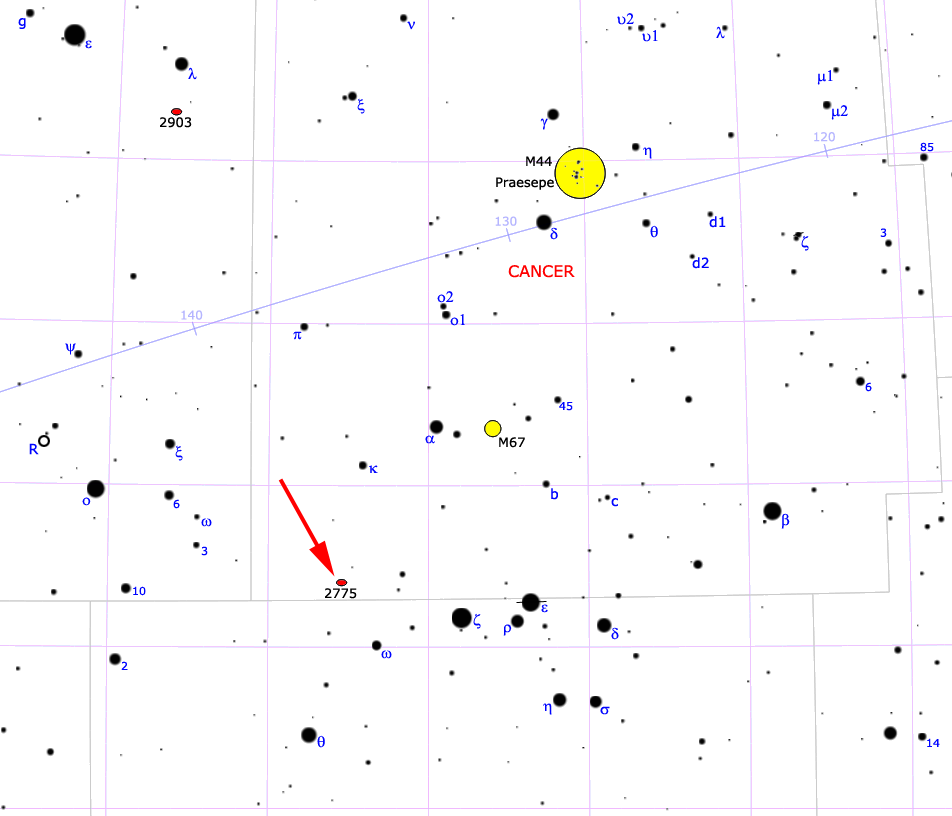
Mappa per individuare NGC 2775.

Si tratta di una spirale gigante, di dimensioni notevolmente maggiori di quelle della Galassia di Andromeda. È ben visibile anche con piccoli telescopi 3 gradi a ENE della stella ζ Hydrae; si presenta come una macchia chiara molto concentrata e luminosa, apparentemente senza tracce di strutture a spirale. Un telescopio riflettore da 200mm può permettere di intravedere dei sottili bracci molto stretti intorno al nucleo, in particolare verso la parte meridionale; di fatto, la grande luminosità del nucleo disturba molto la loro osservazione. La sua posizione relativamente prossima all'equatore celeste fa sì che essa sia osservabile con facilità da entrambi gli emisferi terrestri.
Fino all'Ottocento NGC 2775 veniva considerata come appartenente alla costellazione dell'Idra; quando, nel 1930, l'Unione Astronomica Internazionale si riunì per definire dei confini netti per le costellazioni, questa galassia ricadde entro i confini del Cancro (sebbene in effetti sembri molto più vicina alle stelle dell'Idra, in particolare della stella ζ Hydrae).

## Storia delle osservazioni
NGC 2775 venne individuata per la prima volta da William Herschel nel 1783, attraverso un telescopio riflettore da 18,7 pollici; egli lo descrisse come una nebulosa piuttosto grande e luminosa in particolare nelle regioni centrali. Suo figlio John Herschel la inserì nel suo General Catalogue of Nebulae and Clusters col numero 1771.

## Caratteristiche
La classe a cui appartiene questa galassia è Sa, molto simile dunque alla famosa Galassia Sombrero, ma con diversa inclinazione (39° dalla visione di faccia). Negli ultimi 30 anni, tra i suoi bracci sono state osservate 5 supernovae. Diverse sono le stime sulla sua distanza; quella più accreditata indica un valore di 55-60 milioni di anni luce dalla Via Lattea. Se questo valore è corretto, il diametro della galassia sarebbe di 73.000 anni luce, con una luminosità pari a 17 miliardi di Soli.
Studi incentrati sulle emissioni a più lunghezze d'onda indicano che nel bulge non è presente gas freddo, mentre le emissioni ai raggi X seguono una distribuzione analoga a quella stellare, indicando quindi una provenienza stellare; si ritiene così che il nucleo sia quasi del tutto privo di gas, il quale è stato probabilmente spinto via dal forte vento stellare delle stelle della regione. Nel 1993 è stata osservata sul suo disco una supernova, poi denominata 1993Z.
La galassia appartiene al Superammasso della Vergine, un superammasso di galassie che contiene anche l'Ammasso della Vergine; NGC 2775 è la galassia più grande del sottogruppo a cui appartiene, formato da altre galassie minori come NGC 2777, osservabile a poca distanza. Queste due galassie sarebbero legate da un ponte di idrogeno atomico (HI), rivelato dal radiotelescopio di Arecibo. Il profilo di NGC 2775 alla lunghezza d'onda dell'idrogeno neutro risulta essere regolare e non sono evidenti segni di interazione.

### Libri
- (EN) Stephen James O'Meara, Deep Sky Companions: The Caldwell Objects, Cambridge University Press, 2003, ISBN 0-521-55332-6.

### Carte celesti
- Tirion, Rappaport, Lovi, Uranometria 2000.0 - Volume I - The Northern Hemisphere to -6°, Richmond, Virginia, USA, Willmann-Bell, inc., 1987, ISBN 0-943396-14-X.
- Tirion, Sinnott, Sky Atlas 2000.0 - Second Edition, Cambridge, USA, Cambridge University Press, 1998, ISBN 0-933346-90-5.
- Tirion, The Cambridge Star Atlas 2000.0, 3ª ed., Cambridge, USA, Cambridge University Press, 2001, ISBN 0-521-80084-6.